# Землетрус у Папуа-Новій Гвінеї (1998)

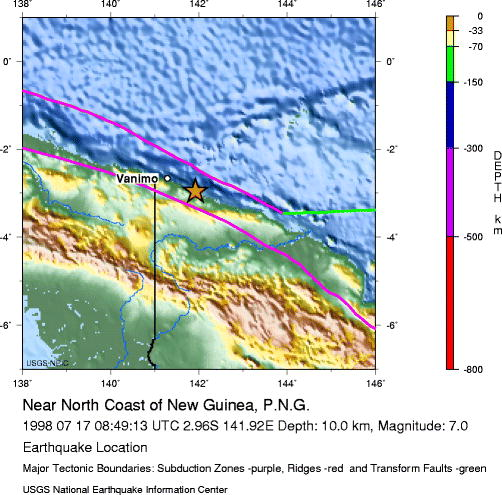
Місце землетрусу

Землетрус у Папуа-Новій Гвінеї (1998) стався 17 липня 1998 року з миттєвою магнітудою 7.0 і максимальною інтенсивністю за шкалою Меркаллі VIII (сильний). Подія сталася на зворотному розломі поблизу північного узбережжя Папуа-Нової Гвінеї, за 25 кілометрів (16 миль) від узбережжя поблизу Аітапе, і спричинила великий підводний зсув, який викликав цунамі, що обрушилося на узбережжя, в результаті чого загинуло щонайменше 2183-2700 людей і тисячі отримали поранення.

## Тектонічна структура
Острів Нова Гвінея лежить у складній зоні зіткнення Австралійської та Тихоокеанської плит. У цьому загальному контексті активна тектоніка північної частини Папуа-Нової Гвінеї зумовлена впливом постійного зіткнення острівної дуги Хуон-Фіністерре з краєм австралійської континентальної околиці. Загальне вкорочення зосереджене у двох зонах насувних розломів: зоні розломів Раму-Мархам, яка формує південно-західну межу острівної дуги Хуон-Фіністерре, і насувному поясі Гайлендс, що лежить далі на південний захід і деформує австралійську окраїну. Висяча стіна насувної системи Раму-Мархам розбита серією розломів типу "насув-зсув". Орієнтація цих розломів, паралельна напрямку насуву, дозволяє припустити, що вони пристосовані до викривлення блоку Хуон-Фіністерре. Більша частина сейсмічності на півночі Папуа-Нової Гвінеї пов'язана з системою розломів Раму-Мархам, менша кількість землетрусів відбувається на розломах насуву і на Нагірному поясі.

## Землетрус
Землетрус стався о 18:49 за місцевим часом (UTC+10) на межі Австралійської та Тихоокеанської тектонічних плит. Спочатку вважалося, що цунамі було спричинене вертикальним падінням Тихоокеанської плити на 2 м (6 футів 7 дюймів) вздовж розлому довжиною 25 миль (40 км). Пізніші дослідження показали, що насправді стався масивний підводний зсув.
Цунамі підвищило обізнаність вчених про те, що невеликі землетруси можуть викликати великі цунамі, якщо вони спричиняють підводні зсуви. Зараз визнано, що такі події можуть бути дуже небезпечними, оскільки землетрус може бути занадто малим, щоб його відчути на суші або виявити Тихоокеанський центр попередження про цунамі. Таким чином, цунамі може з'явитися без попередження.